# 76 mm-es 1942 mintájú hadosztályágyú (ZiSZ–3)
A 76 mm-es 1942 mintájú hadosztályágyú (ZiSZ–3) (oroszul: 76-мм дивизионная пушка обр. 1942 г. (ЗиС-3)) (GRAU-kód: 52–P–354U) szovjet gyártmányú hadosztályágyú volt, melyet a második világháborúban fejlesztettek ki és alkalmaztak. Gyártását a 92-es számú üzemben végezték, melyet Sztálinról neveztek el (Zavod imenyi Sztalina).

## Történet
A ZiSZ–3 fejlesztése 1940 végén kezdődött a 92-es számú üzemben. A ZiSZ–3 kombinálta a ZiSZ–2 könnyű alvázát és az USZV 76,2 mm-es űrméretű lövegcsövét. A csőszájfék felszerelése csökkentette a lövés utáni visszarúgást és ezáltal kímélte a könnyű alvázat a hátra ható erők okozta sérülésektől. A ZiSZ–3 gyártása háromszor gyorsabb és 2/3-al olcsóbb volt, mint az USZV előállítása, köszönhetően a fémek hegesztésének, sajtolásának, illetve öntvények nagyobb arányú használatának.
Vaszilij Gavrilovics Grabin, a szovjet közepes űrméretű ágyúk főtervezője kezdeményezte a ZiSZ–3 fejlesztését állami jóváhagyás nélkül, a prototípust el is rejtették az állam elől. Grigorij Kulik marsall, a szovjet tüzérség parancsnoka utasítást adott a 45 mm-es könnyű páncéltörő és a 76,2 mm-es hadosztályágyúk gyártásának felfüggesztésére, mivel úgy gondolta azok nem elég hatékonyak a német páncélosok ellen; a szovjetek túlbecsülték a legújabb német nehéz harckocsik páncélvédelmét, köszönhetően a propagandára használt Neubaufahrzeug többtornyos harckocsinak.
A Nagy Honvédő Háború elején kiderült, hogy a német páncélosok nem ellenfelei még a háború előtti 76 mm-es űrméretű ágyúknak sem, egyes esetekben a 12,7 mm-es DSK nehézgéppuskák is elégségesek voltak a harckocsik hatástalanítására. A háború korai szakaszában a legtöbb 76 mm-es löveg megsemmisült vagy a németek zsákmánya lett, akik előszeretettel használták páncélvadász harcjárművek (Panzerjäger) fő fegyverzeteként (Marder II, Marder III). Kulik marsall utasítást adott az USZV gyártásának újbóli elindítására. 1941 decemberében a 92-es számú üzemben Grabin megkezdte a ZiSZ–3 sorozatgyártását.
A gyár ZiSZ–3 készletei egyre nőttek és kihasználatlanul maradtak, mivel a Vörös Hadsereg nem volt hajlandó rendszeresíteni a lövegeket a szokásos átvételi próbák nélkül. Grabin meggyőzte a hadsereget, hogy adja ki a fegyvereket rögtönzött tesztelésre a fronton, ahol sokkal jobbnak bizonyult a korábbi hadosztályágyúkhoz képest. Az azt követő bemutató lenyűgözte Sztálint, aki a „tüzérségi rendszerek remekműveként” méltatta a löveget. 1942 februárjában a ZiSZ–3 egy öt napos hivatalos rendszeresítő próbára került, majd 76 mm-es 1942 mintájú hadosztályágyú jelöléssel hadrendbe állították. Grabin a 92-es számú üzem gyártási kapacitásának növelésén dolgozott. A gyártásban futószalagok használata lehetővé tette az alacsony képzettségű munkaerő alkalmazását jelentős minőségromlás nélkül. A tapasztalt munkások és mérnökök bonyolult berendezéseken dolgoztak és brigádvezetőként szolgáltak; őket a gyártósoron fiatal gyári munkások váltották fel, akik mentesültek a sorkatonai szolgálat alól, így a szakképzett munkások és mérnökök új generációja jött létre. A háború végéig több, mint 103 000 darab ZiSZ–3 készült, így ez a típus volt a legnagyobb példányszámban készült szovjet tábori löveg.
A háború végével a löveg sorozatgyártása is befejeződött. Helyét a 85 mm-es D–44 hadosztályágyú vette át. A D–44 páncélátütőképessége jobb volt, de nagyobb súlya miatt mozgékonysága elmaradt a ZiSZ–3 lövegétől.
A háború során a finnek 12 darabot zsákmányoltak, melyeket a 76 K 42 jelöléssel láttak el.

## A hidegháború után
2020-as adatok szerint az ágyú legalább négy független állam haderejénél állt aktív szolgálatban: Kambodzsa, Namíbia, Nicaragua és Szudán.

## Lőszer
| Rendszeresített lőszertípusok                                            |           |         |               |
| Típus                                                                    | Modell    | Súly    | Töltetsúly, g |
| Páncéltörő lövedékek (csőtorkolati sebesség 700 m/s-ig)                  |           |         |               |
| Robbanó páncéltörő lövedék (APHE)                                        | BR–350A   | 3,3 kg  | 155           |
| Tömör páncéltörő lövedék (AP)                                            | BR–350SZP | 6,5 kg  | nincs         |
| Kompozit páncéltörő lövedékek                                            |           |         |               |
| 1943 áprilisától                                                         | BR–350P   | 3,02 kg | nincs         |
| második világháború után kifejlesztett                                   | BR–350N   | 3,02 kg | N/A           |
| Nagy robbanóerejű és repesz lövedékek (csőtorkolati sebesség 680 m/s-ig) |           |         |               |
| Repesz-romboló acél                                                      | OF–350    | 6,2 kg  | 710           |
| Repesz-romboló acélos vas                                                | OF–350A   | 6,2 kg  | 640           |
| Repesz acélos vas                                                        | O–350A    | 6,21 kg | 540           |
| Repesz-romboló                                                           | OF–350B   | 6,2 kg  | 540           |
| Repesz-romboló                                                           | OF–363    | 6,2 kg  | 540           |
| Nagy robbanóerejű                                                        | F–354     | 6,41 kg | 785           |
| Nagy robbanóerejű                                                        | F–354M    | 6,1 kg  | 815           |
| Nagy robbanóerejű Franciaországban kifejlesztve                          | F–354F    | 6,41 kg | 785           |
| Egyéb lövedékek (csőtorkolati sebesség 680 m/s-ig)                       |           |         |               |
| Kumulatív (HEAT), a második világháború után kifejlesztve                | BK–354    | 7 kg    | 740           |
| Kumulatív (HEAT), 1943 májusától                                         | BP–350M   | 3,94 kg | 623           |
| Kartács                                                                  | S–354     | 6,5 kg  | 85            |
| Kartács                                                                  | S–354T    | 6,66 kg | 85            |
| Kartács                                                                  | S–354G    | 6,58 kg | 85            |
| Kartács                                                                  | S–361     | 6,61 kg | 85            |
| Vegyi                                                                    | OH–350    | 6,25 kg |               |
| Nagy hatótávolságú gyújtó                                                | Z–350     | 6,24 kg | 240           |
| Gyújtó                                                                   | Z–354     | 4,65 kg | 240           |
| Nagy hatótávolságú füst                                                  | D–350     | 6,45 kg |               |
| Füst                                                                     | D–350A    | 6,45 kg |               |

## Alkalmazók

### Jelenlegi alkalmazók
- Kambodzsa[1]
- Namíbia[1]
- Nicaragua[1]
- Szudán[1]

### Korábbi alkalmazók
- Afganisztán
- Algéria
- Angola
- Ausztria
- Ciprus
- Etiópia
- Észak-Korea
- Horvátország
- Kongói Köztársaság
- Kuba
- Madagaszkár
- Magyarország
- Románia
- Szovjetunió
- Tanzánia
- Uganda
- Zambia

## Fordítás
- Ez a szócikk részben vagy egészben  a(z)   76 mm divisional gun M1942 (ZiS-3) című angol Wikipédia-szócikk ezen változatának fordításán alapul.  Az eredeti cikk szerkesztőit annak laptörténete sorolja fel. Ez a jelzés csupán a megfogalmazás eredetét és a szerzői jogokat jelzi, nem szolgál a cikkben szereplő információk forrásmegjelöléseként.